# 3-庚酮
3-庚酮（英語：3-Heptanone，也称为乙基正丁基酮，或庚-3-酮）是一种化学式为C7H14O的有机化合物，常温常压下为无色液体，有果实气味。